# Pandapower
pandapower ist eine Programmbibliothek für Python zur Modellierung, Analyse und Optimierung von elektrischen Netzen.
Es wurde von der Universität Kassel und dem Fraunhofer-Institut IEE entwickelt.
In Katalogen sind aus der Energietechnik gängige Komponenten (u. a. Kabel und Transformatoren) hinterlegt. Die dazugehörigen Parameter können angepasst werden.
Simulationsergebnisse werden in der Regel tabellarisch ausgegeben.
Es können auch grafische Ergebnisse ausgegeben werden. Dazu wird typischerweise das integrierte Tool plotly verwendet.
erstelle Beispielnetz mit Last:
```
import
 
pandapower
 
as
 
pp

import
 
pandapower.networks
 
as
 
nw

net
 
=
 
pp
.
create_empty_network
()

b1
 
=
 
pp
.
create_bus
(
net
,
 
vn_kv
=
20.
)

b2
 
=
 
pp
.
create_bus
(
net
,
 
vn_kv
=
20.
)

pp
.
create_line
(
net
,
 
from_bus
=
b1
,
 
to_bus
=
b2
,
 
length_km
=
2.5
,
 
std_type
=
"NA2XS2Y 1x185 RM/25 12/20 kV"
)

pp
.
create_ext_grid
(
net
,
 
bus
=
b1
)

l1
 
=
 
pp
.
create_load
(
net
,
 
bus
=
b2
,
 
p_mw
=
18.
)

```

starte Berechnung und gebe Spannungen der Sammelschienen aus:
```
pp
.
runpp
(
net
)

print
(
net
.
res_bus
.
vm_pu
)

```

Ergebnis:
```
0
    
1.000000

1
    
0.981486

Name
:
 
vm_pu
,
 
dtype
:
 
float64

```